# Filles et Show-business
Pour plus de détails, voir Fiche technique et Distribution.
Filles et Show-business (The Trouble with Girls) est un film américain réalisé par Peter Tewksbury et sorti en 1969.

## Fiche technique
- Titre original : The Trouble with Girls
- Titre français : Filles et Show-business
- Réalisation : Peter Tewksbury
- Scénario : Mauri Grashin, Arnold Peyser et Lois Peyser d'après le roman de Day Keene et Dwight V. Babcock
- Direction artistique : Edward Carfagno, George W. Davis
- Décors : Henry Grace, Jack Mills
- Costumes : Bill Thomas
- Photographie : Jacques Marquette
- Montage : George W. Brooks
- Musique : Billy Strange
- Production : Lester Welch
- Société de production : Metro-Goldwyn-Mayer
- Pays d'origine : États-Unis
- Langue : anglais
- Format : Couleurs - 35 mm - 2,35:1 - son mono
- Genre : comédie musicale
- Durée : 97 minutes
- Dates de sortie : 
  - États-Unis : 3 septembre 1969 (sortie nationale)
  - France : 27 mai 1977 (sortie en province)

## Distribution
- Elvis Presley (VF : Bernard Tiphaine) : Walter Hale
- Marlyn Mason : Charlene
- Nicole Jaffe : Betty
- Sheree North (VF : Paule Emanuele) : Nita Bix
- Edward Andrews (VF : Jacques Marin) : Johnny
- John Carradine (VF : Jean Berton) : Mr. Drewcolt
- Anissa Jones : Carol
- Vincent Price (VF : Jean-Claude Michel) : Mr. Morality
- Joyce Van Patten (VF : Perrette Pradier) : Maude
- Pepe Brown : Willy
- Dabney Coleman (VF : Jacques Thébault) : Harrison « Harry » Wilby
- Bill Zuckert (VF : Raoul Curet) : le maire Gilchrist
- Med Flory (VF : Jacques Richard) : le shérif
- Robert Nichols : Smith
- Frank Welker : Rutgers
- John Rubinstein : Princeton
- Duke Snider : l'automobiliste devant son véhicule
- Pitt Herbert (VF : Philippe Dumat) : M. Perper
- Mike Wagner (VF : Jean-Jacques Steen) : Chowderhead
- Chuck Briles (VF : Patrick Dewaere) : l'étudiant Amherst
- Charles R. Thompson (VF : Jean Berton) : le chauffeur de taxi